# Mike Batt
Michael Philip "Mike" Batt, född 6 februari 1949 i Southampton i England, är en brittisk, låtskrivare, musiker och producent. Han är mest känd för att producera filmmusik, musikaler och popmusik.

## Diskografi
MBO – The Mike Batt Orchestra (1970–1972)
- 1970: Batt Tracks
- 1971: Portrait of The Rolling Stones
- 1971: Portrait of Elton John
- 1971: Portrait of Simon & Garfunkel
- 1971: Portrait of Bob Dylan
- 1972: Portrait of Cat Stevens
- 1972: Portrait of George Harrison
- 1974: Portrait of Mike Batt (Sampler 1971–1972)

The Wombles (1973–1978)
- 1973: Wombling Songs
- 1974: Remember You’re A Womble
- 1974: Keep On Wombling
- 1975: Superwombling
- 1976: Womble Stories
- 1978: Wombling Free (Soundtrack)

Mike Batt (Solo)
- 1973: Yoga for Health
- 1973: Moog at the Movies
- 1974: Ye Olde Moog
- 1977: Schizophonia
- 1979: Tarot Suite
- 1980: Waves
- 1981: Six Days in Berlin
- 1988: Songs of Love and War
- 1995: Arabesque

Samlingsalbum / Återutgivningar
- 1992: The Winds of Change: Mike Batt Greatest Hits
- 1999: The Ride to Agadir - Best (1977–1983)
- 2008: A Songwriter's Tale
- 2008: A Songwriter's Tale (Special Edition DVD)
- 2009: Waves / Six Days in Berlin
- 2009: Songs of Love / Arabesque
- 2009: Schizophonia / Tarot Suite
- 2009: Zero Zero (Special Edition DVD)
- 2009: Caravans / Watership Down Orchestral Suite
- 2009: The Dreamstone / Rapid Eye Movement
- 2009: A Songwriter's Tale /The Orinoco Kid
- 2015: A Classical Tale

Musikaler
- 1982: Zero Zero (med Sydney Symphonic Orchestra)
- 1987: The Hunting of the Snark (med Friends and London Symphony Orchestra)

Filmmusik
- 1978: Wombling Free
- 1978: Caravans (med London Philharmonic Orchestra)
- 1985: Dragon Dance (Theme of the Dragon)
- 1990: The Dreamstone (med Friends and London Philharmonic Orchestra)
- 1998: Keep the Aspidistra Flying  (med London Philharmonic Orchestra)
- 2000: Watership Down (med Friends and Royal Philharmonic Orchestra)

### Mike Batt Production
- 1995: The Violin Player – Vanessa Mae
- 1998: Philharmania – London Philharmonic Orchestra /Mike Batt
- 2000: The Wombles Collection (dubbel-CD med 34 spår)
- 2002: The Classical Graffiti – The Planets
- 2002: Call Off the Search – Katie Melua
- 2005: After a Dream – Robert Meadmore
- 2005: Piece by Piece – Katie Melua
- 2007: Pictures – Katie Melua
- 2008: The Katie Melua Collection – Katie Melua
- 2012: Secret Symphony – Katie Melua